# Fejér István (fotóművész)
Fejér István (Füzesabony, 1939 – 2021. október 21. vagy előtte) fotóművész, 2011 óta Aranykazetta Életműdíj tulajdonosa.

## Élete
Középiskolai tanulmányai alatt ismerkedett meg a fotózás alapjaival. 1957-től az Egri Fotóklubban kezdte pályáját, mely klubnak aztán sokáig vezetője is volt. 
1962-ben a budapesti Aesculap Fotóklub vette fel tagjai közé. 1966-ban művészeti-oktatói működési engedélyt kapott, és megbízást a Heves megyei Fotóklub vezetésére.
Szintén 1966-ban a megalakuló és korát megelőző fotós csoportnak, a NADAR Stúdiónak lett a tagja, fennállásáig.
1970-ben az országban először szabadtéri kiállítást rendezett Egerben.
A közművelődés terén elért eredményeit 1970-1980-as években minisztériumi kitüntetéssel ismerték el.
Díjakat nyert Romániaban, Lengyelországban, Franciaországban és itthon. 1990 óta több egyéni kiállítása volt Magyarországon és Erdélyben. 
Tagja volt a Magyar Alkotóművészek Országos Egyesületének, nagyon sokrétű munkásságának legjelentősebb részét az Erdélyben készült fotói tették ki, mely képekből nagy sikerű kiállítást is rendezett.
2011 óta Aranykazetta Életműdíj tulajdonosa.

## Könyv
Elindultam szép hazámba 2009.